# Caucus van Colorado 2008
De caucus van Colorado is een voorverkiezing die op 5 februari 2008 werd gehouden, de dag van Super Tuesday. Barack Obama en Mitt Romney wonnen.

## Democraten

### Kiesdistrict
Datum van de conventies: 3 mei–16 2008
Aantal nationale gedelegeerden: 36 (van de 55)
| Legenda: | Teruggetrokken voor de causus |

| Colorado Democratische kiesdistrict-conventies 2008 | Colorado Democratische kiesdistrict-conventies 2008 | Colorado Democratische kiesdistrict-conventies 2008 | Colorado Democratische kiesdistrict-conventies 2008 |
| Kandidaat                                           | Gedelegeerden uit de districten                     | Percentage                                          | Nationale gedelegeerden                             |
| --------------------------------------------------- | --------------------------------------------------- | --------------------------------------------------- | --------------------------------------------------- |
| Barack Obama                                        | 23                                                  | 63,9%                                               | 36                                                  |
| Hillary Clinton                                     | 13                                                  | 36,1%                                               | 19                                                  |
| Totaal                                              | 36                                                  | 100%                                                | 55                                                  |

### Staatsconventie resultaten
Datum van de conventie: 17 mei 2008
Aantal nationale gedelegeerden: 19 (van de 55)
| Legenda: | Teruggetrokken voor de causus |

| Colorado Democratische staatsconventie 2008 | Colorado Democratische staatsconventie 2008 | Colorado Democratische staatsconventie 2008 | Colorado Democratische staatsconventie 2008 |
| Kandidaat                                   | At-Large and PLEO gedelegeerden             | Percentage                                  | Nationale gedelegeerden                     |
| ------------------------------------------- | ------------------------------------------- | ------------------------------------------- | ------------------------------------------- |
| Barack Obama                                | 13                                          | 68,4%                                       | 36                                          |
| Hillary Clinton                             | 6                                           | 31,6%                                       | 19                                          |
| Totaal                                      | 19                                          | 100%                                        | 55                                          |

## Republikeinen
| Kandidaten    | Stemmen | Percentage | Nationale gedelegeerden |
| ------------- | ------- | ---------- | ----------------------- |
| Mitt Romney   | 42,218  | 60,11%     | 22                      |
| John McCain   | 12,918  | 18,39%     | 0                       |
| Mike Huckabee | 8,960   | 12,76%     | 0                       |
| Ron Paul      | 5,910   | 8,42%      | 0                       |
| Alan Keyes    | 67      | 0,1%       | 0                       |
| Fred Thompson | 63      | 0,09%      | 0                       |
| Rudy Giuliani | 58      | 0,08%      | 0                       |
| Duncan Hunter | 25      | 0,04%      | 0                       |
| Tom Tancredo  | 10      | 0,01%      | 0                       |
| Totaal        | 70,229  | 100%       | 22                      |